# Gare de Bram
Gare de Bram – stacja kolejowa w Bram, w departamencie Aude, w regionie Oksytania, we Francji.
Została otwarta w 1857 przez Compagnie des chemins de fer du Midi et du Canal latéral à la Garonne. Jest stacją Société nationale des chemins de fer français (SNCF), obsługiwaną przez pociągi TER Languedoc-Roussillon.